# Ranunculus helenae
Ranunculus helenae är en ranunkelväxtart som beskrevs av Nicholas Michailovitj Albov. Ranunculus helenae ingår i släktet ranunkler, och familjen ranunkelväxter. Inga underarter finns listade i Catalogue of Life.